# Jon McCracken
Jon Douglas McCracken (* 24. Mai 2000 in Wishaw) ist ein schottischer Fußballtorhüter, der beim FC Dundee unter Vertrag steht.

## Karriere

### Verein
Jon McCracken wurde in der schottischen Stadt Wishaw, etwa 20 km südöstlich von Glasgow geboren. Seine Fußballkarriere begann McCracken in seiner Geburtsstadt bei Wishaw Wycombe, bevor er zu Hamilton Academical wechselte. Im Jahr 2016 wechselte McCracken in die Jugendakademie des englischen Vereins Norwich City. Ab der Saison 2018/19 spielte der Torhüter für die U23-Mannschaft des Vereins. In der Spielzeit 2019/20 verpasste McCracken die zweite Saisonhälfte, nachdem er sich einen Ermüdungsbruch im Rücken zugezogen hatte. Er trainierte zu Beginn der Saison 2020/21 mit der ersten Mannschaft von Norwich und saß am 5. September 2020 in einem EFL-Cup-Spiel gegen Luton Town erstmals als Ersatztorhüter auf der Bank. In derselben Saison kam McCracken in allen drei EFL-Trophy-Spielen des Vereins gegen Plymouth Argyle, Cheltenham Town und Milton Keynes Dons zum Einsatz. Im Dezember 2020 verlängerte McCracken seinen Vertrag in Norwich bis 2022, den er später um zwei weitere Jahre bis 2024 verlängerte.
McCracken wechselte im Juli 2022 bis zum Jahresende auf Leihbasis zum irischen Erstligisten Bohemians Dublin. McCracken blieb bei seinem Debüt bei einem 2:0-Auswärtssieg gegen Lucan United im FAI Cup am 22. August 2022 ohne Gegentor. Sein Ligadebüt in der League of Ireland gab er am 19. August 2022 bei einem 1:1 gegen den Shelbourne FC. Für Bohemians absolvierte er in der Saison 2022 insgesamt fünf Ligaspiele und blieb zweimal ohne Gegentor.
Im März 2023 wechselte McCracken mit einer Notleihe zum englischen Viertligisten FC Stevenage. Sein Debüt gab er einen Tag später bei einem 3:1-Sieg von Stevenage gegen Walsall. McCrackens Leihe wurde beendet, nachdem er sich am 1. April 2023 bei einem 1:1-Auswärtsremis gegen Northampton Town eine Knöchelverletzung zugezogen hatte. Während seiner Zeit in Stevenage stand er fünfmal im Tor und hielt zweimal die Null.
Im Juli 2023 wechselte McCracken auf Leihbasis für eine Saison zum schottischen Erstligisten FC Dundee. Sein Debüt gab er bei einem 1:0-Auswärtssieg in der Gruppenphase des schottischen Ligapokals gegen Bonnyrigg Rose Athletic. Nur einen Monat später wurde die Leihe von McCrackens einvernehmlich beendet, und er kehrte zu seinem Stammverein zurück, nachdem Norwich seinen Zweittorhüter Tim Krul an Luton Town verkauft hatte. Bis dahin war McCracken dreimal im Ligapokal und einmal in der Liga zum Einsatz gekommen.
McCracken wechselte im September 2023 zunächst mit einer Notleihe zum englischen Viertligisten Accrington Stanley, die später bis November 2023 verlängert wurde. Nachdem die Leihe von Accrington erneut verlängert worden war, verließ McCracken den Verein jedoch in der folgenden Woche, nachdem er sich den Arm gebrochen hatte.
Im Februar 2024 kehrte McCracken auf Leihbasis bis zum Ende der Saison zurück nach Dundee, während er kurz vor der Genesung von seinem gebrochenen Arm stand. McCracken gab sein zweites Debüt für Dundee am 2. März in einem Heimligaspiel gegen den FC Kilmarnock (2:2). McCracken blieb bis zum Ende der Saison Stammtorhüter, nachdem er den Platz im Tor von Trevor Carson übernommen hatte. McCracken beendete seine Leihe bei Dundee und plante zunächst, zu Norwich zu wechseln. Im Juni 2024 kehrte er jedoch nach Dundee zurück und unterzeichnete einen Zweijahresvertrag mit dem Verein.

### Nationalmannschaft
Jon McCracken debütierte im Jahr 2016 für die schottische U17-Nationalmannschaft gegen Ungarn. Bis zum Ende des folgenden Jahres kam er in vier weiteren Partien zum Einsatz. McCracken wurde im September 2024 überraschend in den Kader der schottischen A-Nationalmannschaft für die Spiele der UEFA Nations League gegen Polen und Portugal berufen, nachdem sich der dritte Torhüter Robby McCrorie eine Hüftverletzung zugezogen hatte.